# Akwaba (expression)
 (février 2025).
Akwaba ou Akwaaba est un mot d'accueil Akan qui exprime  la bienvenue.  C'est une expression couramment utilisée pour chaleureusement accueillir les visiteurs et exprimer l'hospitalité en pays Agni et Baoulé en Côte d'Ivoire et Twi au Ghana.

## Origine et signification
Akwaba vient du grand groupe ethnique Akan. Le mot se subdivise en deux parties: Akwa ou Akloua qui signifie "tu peux". La second partie ba ou bla veut dire venir. Le sens varie selon la prononciation du sous groupe ethnique. Akwaba signifie "tu peux venir" ou si tu veux viens ou encore Tu es le bienvenu.

## Usage et contexte culturel
En Côte d'Ivoire, Akwaba reflète une  valeurs d’hospitalité, de respect et de convivialité. Cette expression évoque un sentiment d'amour, de soin, de confiance, de liberté et d'honneur envers le visiteur,,,,,,,,,,,,.
Akwaba est utilisé dans les civilités pour saluer un nouveau arrivant. Il est aussi utilisé dans les discours d'ouverture d'évènement et sur des panneaux d'accueil dans les aéroports.